# Walter de Lacy
Walter de Lacy (* 1046 in Lassy; † 22. März 1085 in Herefordshire) war ein Angehöriger einer normannischen Adelsfamilie und kam im Gefolge Wilhelm des Eroberers nach England.
Die Familie Lacy leitet ihren Namen von der Ortschaft Lassy im Departement Calvados in der Normandie ab. Aus dieser Ortschaft stammten auch Walter de Lacy (auch Lascy oder Laci geschrieben), sein Bruder Ilbert, die Söhne von Hugh de Lacy (1020–1049) und Emma de Bois L’Eveque.

## Baron de Lacy

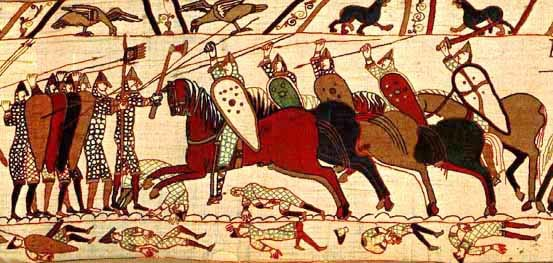
Schlacht von Hastings (Abbildung vom Teppich von Bayeux)

Zusammen mit seinem Bruder Ilbert begleitete Walter de Lacy Wilhelm den Eroberer, Herzog der Normandie, auf seinem Feldzug nach England und nahm an der Schlacht von Hastings im Jahre 1066 teil. Er wurde mit Besitzungen in der Grenzregion von Wales, namentlich in Herefordshire, belohnt und 1071 zu einem der normannischen Barone ernannt. Ilbert bekam Burg und Stadt Pontefract in York.
Walter begann, eine Reihe von Städten und Befestigungen entlang der walisischen Grenze zu errichten. Einer der am schönsten gelegenen und am besten befestigten Stammsitze der Nachkommen Walter de Lacys wurde Ludlow Castle am Ufer des Flusses Teme.
Verheiratet war Walter de Lacy mit Adline Talbot. Obwohl Walter drei Söhne hatte, von denen zuerst Roger im Jahre 1089 und nach dessen Tod sein Bruder Hugh (1072–1115) die Erbschaft ihres Vaters antraten, hinterließen diese keine Erben. Daher nahm Gilbert (um 1100–1163), der Sohn von Walters Tochter Emmaline, den Familiennamen seiner Mutter an und führte den Titel als vierter Baron de Lacy weiter.
Walter de Lacy starb im Jahr 1085, nachdem er bei der Arbeit an einer von ihm gestifteten Kirche vom Gerüst gefallen war. Er ist in der Kathedrale zu Gloucester begraben.
Er ist nicht zu verwechseln mit seinem Ururenkel Walter de Lacy (1172–1241), dem 2. Lord of Meath und Bruder von Hugh de Lacy, 1. Earl of Ulster.

## Kinder mit Adline Talbot

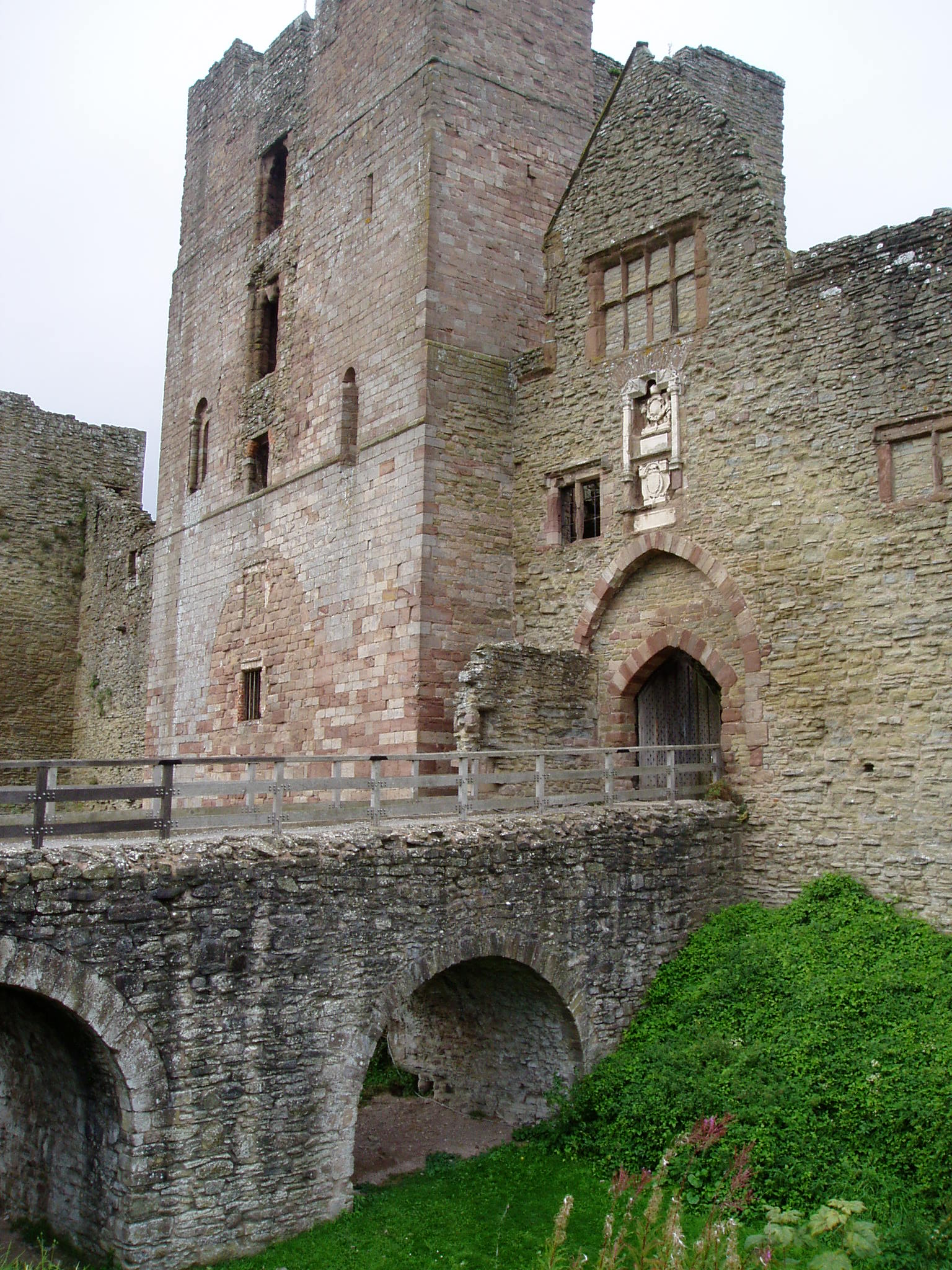
Ludlow Castle, gegründet von Walter de Lacy, ausgebaut von seinem Sohn Roger de Lacy

- Agnes of Swanscombe de Lacy, verheiratet mit Geoffrey Talbot I. und Mutter von Sybil (heiratete 1115 Pain FitzJohn)
- Roger de Lacy, 2. Baron de Lacy, Vater von Gilbert de Lacy
- Hugh de Lacy (1072–1115), 3. Baron de Lacy
- Walter de Lacy, (1130–1139), Abt der Gloucester Abtei
- Emma de Lacy